# Villa Louis
La villa Louis, située à Lion-sur-Mer, 4 rue Joseph-Pasquet, dans le département du Calvados, est une œuvre de Jean-Alexandre Navarre ,et constitue un témoignage du style balnéaire de la côte de Nacre.

## Histoire
À l'origine, la villa est un établissement de jeux et de musique qui ne comprend qu'un rez-de-chaussée et un étage mansardé construit en 1864, déclaré à l'usage de casinos en 1867, puis modifié en 1903 par l'ajout du premier étage qui en fait une villa d'habitation.
Pierre-Joseph Pasquet (professeur à Paris) et son épouse Elisa Pasquet, pianiste (née Aubert, le 3.6.1818 Paris +29.10.1900 Lion sur Mer) sont les commanditaires de la première construction.
L'architecte Jean-Alexandre Navarre réalise le premier étage de style art nouveau qui se démarque par l'emploi de briques apparentes et par une loggia côté mer. Les deux façades sont ornées d'importants ensembles de céramiques d'Alexandre Bigot . Les décors des façades s'inspirent largement de la faune et de la flore marine.
Les extérieurs et certaines parties des aménagements intérieurs (escalier en pitch-pin, cheminées) sont inscrits depuis 1998 à l'inventaire supplémentaire des monuments historiques  .
Occupée durant la Seconde Guerre mondiale, la toiture et la facade côté rue sont endommagés par un obus (destruction du fronton décoré de céramique avec le nom Villa Louis).
Après la Seconde Guerre mondiale, la villa est exploitée comme pension de famille sous le nom de Castel Louis jusqu'en 1964.

## Galerie photos

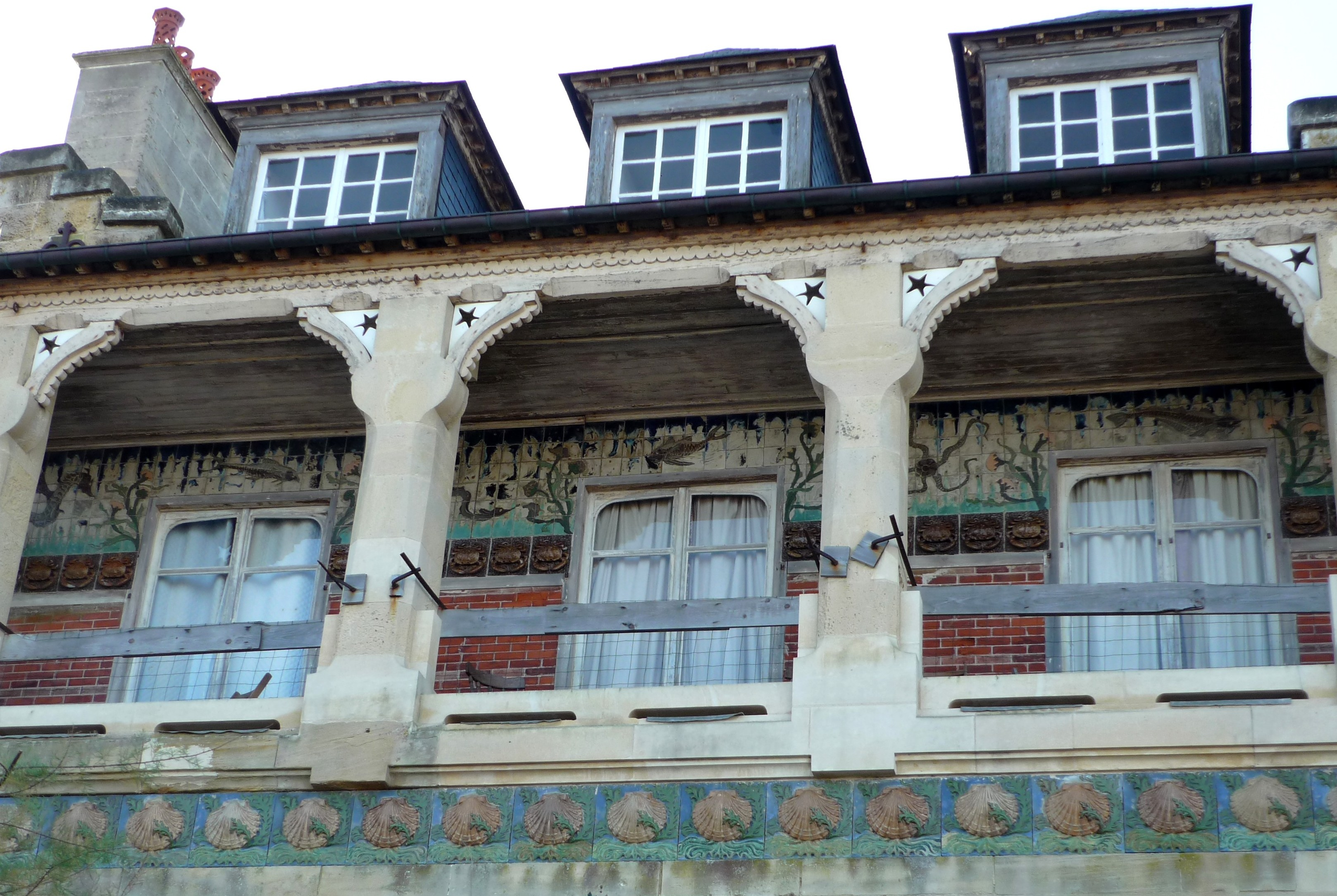